# Paradmete fragillima
Paradmete fragillima is een slakkensoort uit de familie van de Volutomitridae. De wetenschappelijke naam van de soort is voor het eerst geldig gepubliceerd in 1882 door Watson.